# Chase Stokes
James Alexander Chase Cheated Stokes (Annapolis, 16 de septiembre de 1992) es un actor estadounidense, conocido por su papel de John B en la serie serie de drama adolescente de Netflix Outer Banks.

## Biografía

### Primeros años
Stokes nació y vivió los primeros años de su vida en Annapolis, Maryland, y en la adolescencia se trasladó a Orlando, Florida, donde asistió a Timber Creek High School. Al crecer, jugó hockey sobre hielo.

### Vida personal
Stokes estuvo en una relación con su coprotagonista de Outer Banks, Madelyn Cline, que hizo pública a través de una publicación de Instagram el 14 de junio de 2020.
 En octubre de 2021 anunciaron su ruptura.
En su tiempo libre, Stokes disfruta del surf, la navegación y el paddleboard. También escribe poesía y toca la guitarra.

## Carrera profesional
En su carrera como actor tuvo pequeños papeles en series como Stranger Things, Daytime Divas y Tell Me Your Secrets. En 2019 audicionó para el personaje de Topper de Outer Banks, y en un inicio rechazó la oferta, pero cambió de opinión tras leer detenidamente el guion, y fue seleccionado para interpretar a John B. La primera temporada fue lanzada el 15 de abril de 2020, con críticas positivas, y una segunda temporada fue confirmada en julio. Ese mismo mes, se anunció que interpretaría a TJ en One Of Us Is Lying. En septiembre de ese año, protagonizó junto a Madelyn Cline el video musical del sencillo "Hot Stuff" de Kygo y Donna Summer. La segunda temporada de Outer Banks fue lanzada el 30 de julio de 2021.

## Filmografía
| Año  | Título                                    | Papel                    | Notas        |
| ---- | ----------------------------------------- | ------------------------ | ------------ |
| 2014 | Isla perdida                              | Capitán Charles Whitaker | Cortometraje |
| 2018 | Entre olas                                | Joven Dale               |              |
| 2020 | Consejos del Dr. Bird para poetas tristes | Martín                   |              |

| Año             | Título               | Papel                          | Notas                               |
| --------------- | -------------------- | ------------------------------ | ----------------------------------- |
| 2015            | Base                 | Ethan Terri                    | 1 episodio                          |
| 2016            | Stranger Things      | Reed                           | Episodio: "Capítulo 6: El monstruo" |
| 2017            | Daytime Divas        | Graham                         | 3 episodios                         |
| 2018            | The Beach House      | Russell Bennett                | Película de televisión              |
| 2018            | The First            | Finn                           | 1 episodio                          |
| 2020 − presente | Outer Banks          | John Booker «John B» Routledge | Rol principal                       |
| 2021            | Tell Me Your Secrets | Adam                           | 3 episodios                         |

| Año  | Título    | Artista               | Papel    |
| ---- | --------- | --------------------- | -------- |
| 2020 | Hot Stuff | Kygo con Donna Summer | El mismo |